# Kamendaka kordofana
Kamendaka kordofana är en insektsart som beskrevs av Synave 1973. Kamendaka kordofana ingår i släktet Kamendaka och familjen Derbidae. Inga underarter finns listade i Catalogue of Life.